# Bad Decisions (Benny Blanco, BTS e Snoop Dogg)
Bad Decisions è un singolo del produttore discografico statunitense Benny Blanco, del gruppo musicale sudcoreano BTS e del rapper statunitense Snoop Dogg, pubblicato il 5 agosto 2022 come primo estratto dal terzo album in studio di Blanco.

## Antefatti
La canzone, che ha richiesto oltre un anno per essere completata, è nata dal desiderio di Benny Blanco di lavorare con i BTS dopo averli visti in concerto dal vivo. Snoop Dogg ha ricevuto la proposta di collaborazione dalla band sudcoreana, sua fan di lunga data, a gennaio 2022; non conoscendoli, prima di accettare ha chiesto informazioni su di loro al proprio nipote, che gli ha mostrato il video di un'esibizione. Ha confermato che stavano lavorando insieme a una canzone durante il red carpet dell'American Song Contest a marzo, dichiarando a The A.V. Club:
La Big Hit Music, etichetta dei BTS, ha declinato le richieste di commenti, informando la stampa sudcoreana che avrebbero divulgato i dettagli quando fossero stati confermati.
I BTS hanno registrato le loro parti a marzo attraverso Zoom, mentre Snoop Dogg ha inviato il proprio contributo vocale ad aprile. Titolo e data d'uscita sono stati annunciati il 20 luglio seguente da Blanco caricando sui propri profili social un video in cui chiede a Jin, Jimin, V e Jung Kook se può entrare a far parte del gruppo, ricevendo una risposta negativa e la proposta di realizzare, invece, una canzone insieme. Contemporaneamente ha annunciato che Bad Decisions sarebbe stato il primo singolo estratto dal suo nuovo album.

## Descrizione
Bad Decisions è "una traccia dance euforica e civettuola, con gli artisti che dichiarano di voler stare con la persona che desiderano ' tutto il tempo'", secondo la descrizione fattane da Rolling Stone.

## Video musicale
Il video musicale, diretto da Ben Sinclair, è stato caricato su YouTube in concomitanza con l'uscita del singolo. Nella clip, Blanco trascorre una giornata preparandosi per un concerto dei BTS a Los Angeles, svolgendo varie attività come imparare le coreografie, cuocere una torta e preparare il proprio outfit, ma si presenta con un giorno d'anticipo e viene cacciato dal personale dello stadio.

## Tracce
Testi e musiche di Blake Slatkin, Mike Posner, Benjamin Levin, Magnus August Höiberg e Calvin Broadus.
Download digitale e streaming
1. Bad Decisions – 2:52

CD e MC
1. Bad Decisions – 2:52
2. Bad Decisions (Inst.) – 2:52

Download digitale e streaming – Acoustic
1. Bad Decisions (Acoustic) – 2:54

## Formazione
- Benny Blanco – produzione
- BTS
  - Jin – voce
  - Jimin – voce
  - V – voce
  - Jung Kook – voce
- Snoop Dogg – voce

## Classifiche
| Classifica (2022) | Posizione massima |
| ----------------- | ----------------- |
| Australia         | 31                |
| Canada            | 31                |
| Corea del Sud     | 82                |
| Filippine         | 8                 |
| Francia           | 177               |
| Germania          | 89                |
| India             | 4                 |
| Indonesia         | 14                |
| Irlanda           | 63                |
| Lituania          | 34                |
| Paraguay          | 51                |
| Portogallo        | 91                |
| Regno Unito       | 53                |
| Singapore         | 6                 |
| Stati Uniti       | 10                |
| Sudafrica         | 87                |
| Svizzera          | 76                |
| Vietnam           | 4                 |